# Никольское 1-е (Липецкая область)
Никольское 1-е — деревня в Воловском районе Липецкой области России. Входит в состав Ожогинского сельсовета.

## География
Деревня находится в юго-западной части Липецкой области, в лесостепной зоне, в пределах восточных отрогов Среднерусской возвышенности, на правом берегу реки Олым, на расстоянии примерно 14 километров (по прямой) к востоку-северо-востоку (ENE) от села Волово, административного центра района.
Абсолютная высота — 176 метров над уровнем моря.
Климат умеренно континентальный с теплым летом и умеренно морозной зимой.

## История
Распоряжением Правительства Российской Федерации от 24.05.2024 № 1259-р деревня Никольское переименована в Никольское 1-е.

## Население
| 2010 | 2012 |
| ---- | ---- |
| 40   | ↘36  |

Гендерный состав
По данным Всероссийской переписи населения 2010 года в гендерной структуре населения мужчины составляли 32,5 %, женщины — соответственно 67,5 %.
Национальный состав
Согласно результатам переписи 2002 года, в национальной структуре населения русские составляли 100 % из 69 человек.

## Улицы
Уличная сеть деревни состоит из одной улицы (ул. Степная).